# Altai (ciutat)
La ciutat d'Altai (en mongol:Алтай) és la capital de la província de Govi-Altai una de les divisions territorials o aimags) de l'oest de Mongòlia. No s'ha de confondre amb la divisió territorial menor (sum) que també s'anomena altai al sud d'aquest mateix aimag. La població d'aquesta ciutat era el 2008 de 15.800 persones.
Compta amb un aeroport (LTI / ZMAT) regional amb la pista sense pavimentar.

## Clima
La ciutat d'Altai té un clima semiàrid (en la classificació climàtica de Köppen correspon al tipus BSk) els hiverns són frígids i molt llargs i els estius temperats i molt curts. Ja que la seva altitud és de 2.181 m sobre el nivell del mar. La temperatura mitjana de gener és de -18 °C i la de juliol de +13,7. La pluviometria anual és de 176 litres amb el màxim a l'estiu. De desembre a febrer pràcticament no hi plou (de mitjana en els tres mesos no s'arriba als 5 litres)